# The Restoration (1910)
The Restoration é um curta-metragem mudo do gênero drama de 1910 produzido pela Thanhouser Company. O enredo gira em torno de Hugh Logan, um pai solteiro que deixa sua filha pequena, May, em casa, e faz uma viagem de negócios. No caminho para a cidade, ele é atacado por assaltantes e deixado na estrada. Posteriormente, é encontrado e recolhido, mas acaba por sofrer amnésia. Ele se apaixona por Maud Neals e a propõe casamento. Devido a ausência prolongada de seu pai, May é levada a um orfanato, mas consegue escapar. Ela vai à cidade e acaba parando para dormir na porta da casa dos Neals. Maud encontra-a e a leva para morar com eles e, ao chegar em casa, Logan reconhece sua filha e sua memória volta. Além do papel de Marie Eline no filme, os créditos de produção e elenco são desconhecidos. Foi lançado em  5 de agosto de 1910 e foi recebido com críticas mistas. Atualmente é considerado um filme perdido.

## Enredo
Embora o filme seja considerado perdido, há uma sinopse na The Moving Picture World de 6 de agosto de 1910. Segundo a revista, "Hugh Logan é um viúvo que mora com sua única filha, uma garotinha chamada May, em uma pequena casa de campo. Ele é viajante comercial e está se preparando para sair em uma viagem de negócios. Após chegar na cidade de trem, é atacado por ladrões, que deixam-no inconsciente na estrada. Tempo depois, ele é encontrado por Maud Neal e seu pai, que estão passando em um automóvel, e eles o levam para sua casa. Lá ele volta em si, mas o choque afetou sua memória, e ele é incapaz de recordar do seu passado. A gentil Maud consegue-lhe emprego e, com o passar do tempo, Logan se apaixona por ela, e finalmente lhe propõe casamento e Maud aceita. Enquanto isso, a pequena May tem esperado em vão pelo pai. Como nenhuma notícia dele é recebida — e ela não tem outros parentes —, Bridget, o servo, leva-a ao orfanato, onde é obrigada a considerá-lo sua casa. Mas May não gosta do lugar e consegue escapar de lá. Chegando na cidade, ela se perde, cansada e com fome, vai dormir na porta de uma casa — a casa dos pais Maud. Quando esta a encontra, acaba por gostar da garotinha, a leva para a casa, e decide que elas nunca devem se separar. Maud conta sua decisão a Logan, mas ele não aceita e acabam discutindo. No entanto, percebendo seu erro, Logan pede perdão a sua esposa. Ao encontrar-se com May, ela o reconhece e a memória dele retorna. Imediatamente, o pai determina que a filha livre-se das coisas "da vida antiga", e ela o faz, incluindo Maud".

## Produção
O escritor do enredo é desconhecido, mas provavelmente foi Lloyd Lonergan. Ele era um jornalista experiente que trabalhava no The New York Evening World enquanto escrevia roteiros para as produções da Thanhouser. Lonergan gostava de usar a técnica dramática deus ex machina na conclusão das suas histórias, e essa produção não era exceção. O diretor também é desconhecido, mas pode ter sido Barry O'Neil. O historiador do cinema Quentin David Bowers não sugeriu um cinegrafista para produção, mas existem pelo menos dois possíveis candidatos: Blair Smith, que foi o primeiro cinegrafista da Thanhouser; e Carl Louis Gregory, que teve anos de experiência como fotógrafo e cineasta (apesar de que os cinegrafistas não era creditados em produções em 1910). O único membro de elenco conhecido por Bowers é Marie Eline como May. O historiador também afirmou que muitas produções da Thanhouser em 1910 eram fragmentadas. No final de 1910, Thanhouser deu papéis a importantes personalidades em seus filmes, que inclui Anna Rosemond, Violet Heming e Frank Hall Crane.

## Lançamento e recepção
O drama de carretel único, com aproximadamente 1.000 pés de comprimento, foi lançado em 5 de agosto de 1910. Curiosamente, The Moving Picture World fez uma referência à afasia ao invés de amnésia na propaganda do filme, "O lançamento de sexta-feira (5 de agosto), intitulado The Restoration, é um emocionante drama de coração. É uma coisa curiosa e nova; em certo sentido, um estudo da afasia — uma dessas estranhas histórias que você espera que um filme da Thanhouser mostre". O filme teve um amplo lançamento nacional, sendo apresentado em salas de cinemas de Kansas, Marilândia e Indiana. Algumas propagandas na divulgação não foram específicas, como em Óregon, Washington e Carolina do Norte, e muito se confundiram com The Restoration (1909), dirigido por D. W. Griffith.
A obra recebeu críticas mistas, mas também vários aspectos da produção foram elogiados. O periódico New York Dramatic Mirror afirmou: "A fotografia no início do filme é fraca. É estranho que uma criança possa escapar de um orfanato de maneira tão fácil e nenhuma busca é feita pela instituição. Parecia muito teatral e dificilmente possível que a criança fizesse a primeira parada logo na casa de Maud. Por que o produtor não fez com que ela primeiro parasse em outros lugares ou alguma coisa [tivesse] lhe acontecido em vez de fazer a primeira parada na casa da mulher [de seu pai]?" The Moving Picture World não fez uma avaliação completa, observando que a história emocional pode ser plausível. The New York Dramatic Mirror declarou que achou a atuação convincente, mas encontrou problemas no enredo e sua tentativa de ser fantástico, afirmando: "O absurdo evidente desse enredo aparece na adoção. Nenhuma garota comprometida jamais seria adotada em um orfanato para fugitivos.